# Pontiosquilla
Pontiosquilla is een geslacht van kreeftachtigen uit de klasse van de Malacostraca (hogere kreeftachtigen).

## Soorten
- Pontiosquilla caledonica (Moosa, 1991)
- Pontiosquilla incerta (Hansen, 1926)
- Pontiosquilla mauiana (Bigelow, 1931)